# Austrheim

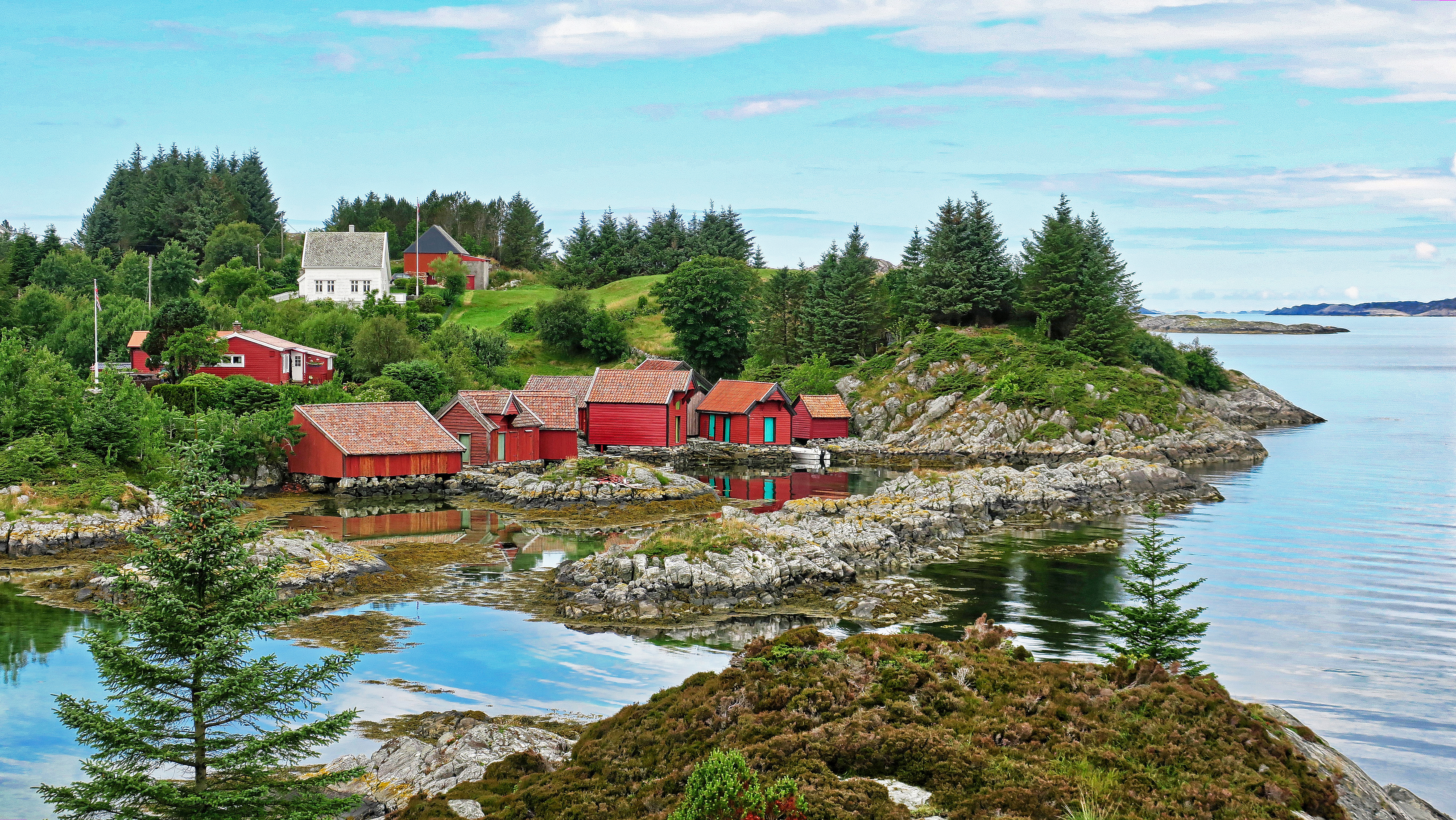
Sjøhusene på Krossøy à Austrheim. Juillet 2020.

Austrheim est une kommune de Norvège. Elle est située dans le comté de Vestland.
Le point continental le plus à l'ouest du pays se trouve à Vardetangen.